# Стербини, Джулио
Джулио Стербини, герцог (итал. Giulio Sterbini, 1912, 29 ноября, Рим — 1987, 18 марта, Рим) — итальянский архитектор и общественный деятель. Представитель старинного аристократического рода. Джулио, второй из троих детей, родился в семье потомственных римских куриалов (curiales) — членов городских советов, составлявших высший класс городского сословия. Отец — Никколо Стербини был юристом, мать — Катерина Титтони, учила детей чтению, истории и иностранным языкам. Семья владела значительной коллекцией произведений искусства, часть которой ныне хранится в Национальном музее Палаццо Венеция.
Один из членов этой семьи, Чезаре Стербини, был чиновником папской администрации и либреттистом опер Джоаккино Россини. Все представители рода Стербини были не чужды разным видам искусства: литературе, музыке, живописи.
У Джулио был талант к рисованию, и после учёбы в Лицее Висконти в Риме (Liceo Visconti di Roma) он поступил в Королевскую высшую школу архитектуры в Риме (Regia Scuola superiore di architettura di Roma), где в 1934 году слушал лекции Ле Корбюзье о новой архитектуре. В те годы в Школе, которая в 1935 году станет частью университета Ла Сапиенца, проводили дебаты о роли современного искусства и, прежде всего, архитектуры, а также движения новеченто в жизни Италии.
Стербини окончил Школу архитектуры в 1935 году, представив проект монастыря на горе Каво в Риме, и в том же году получил высшую квалификацию для архитектурной практики в Неаполе. Этот результат давал ему право на стипендию для продолжения обучения в США, но Джулио Стербини отказался от неё, чтобы немедленно начать работу в Италии.
В первые годы своей профессиональной деятельности Стербини принимал участие во многих градостроительных конкурсах и дискуссиях о перспективах застройки Рима и других итальянских городов.
В 1941 году он женился на Марии Антониетте Персикетти, сестре Раффаэле Персикетти, героя римского сопротивления, погибшего в столкновениях у ворот Сан-Паоло 10 сентября 1943 года, от которой у него было трое детей. За годы, непосредственно предшествующие Второй мировой войне, Дж. Сербини сформировал профессиональное партнерство с Гуиди, Ленти и Делла Рокка, которое продолжалось и в послевоенный период восстановления и расширения Рима до начала 1980-х годов. Их студия (Guidi-Lenti-Sterbini) располагалась сначала на Виа Д’Азелио, а затем на Виа Савойя в Риме. Она привлекала многих молодых архитекторов и любителей современного искусства.
В 1941 году Стербини стал действительным членом Национального института городского планирования, а с 1952 года занимал должность специалиста по городскому планированию в административно-техническом комитете инспектора общественных работ Лацио. В том же году он участвовал в программе реконструкции аббатства Монтекассино, а также коммун Анцио, Аричча, Дженцано-ди-Рома, Неттуно. Он много проектировал для Рима: административные здания, новые жилые районы, промышленные сооружения.
В последние годы своей деятельности Джулио Стербини занимался систематизацией своих проектов, сформировав три каталога, хранящихся в семейном архиве.